# Bangkok
Bangkok (officielt Krung Thep Maha Nakhon - thailandsk กรุงเทพฯ กรุงเทพมหานคร - i daglig tale oftest forkortet til Krung Thep, og officielt internationalt navn Krung Thep Maha Nakhon (Bangkok)) er Thailands hovedstad. Byens officielle navn kan oversættes til "Englenes Storslåede By" eller i kort daglig tale som "Englenes By".
Byen ligger på østsiden af floden Chao Phraya og har 5.588.222 indbyggere, ifølge folketælling i 2020, heraf 2.570.572 mænd og 2.917.004 kvinder, samt 100.346 udlændinge (indbyggertallet er reelt højere, da mange er registreret som fastboende i deres hjemprovins). Krung Thep Maha Nakhon udgør en af Thailands 77 provinser og er en af de hurtigst voksende byer i verden. Hovedstaden med forstæder er med sine 15.645.000 (2016)  indbyggere en af de 25 befolkningsrigeste byer i verden.

## Etymologi
Krung Thep Maha Nakhon Amon Rattanakosin Mahinthara Ayuthaya Mahadilok Phop no-ppharat Ratchathani Burirom Udomratchaniwet Mahasathan Amon Piman Awatan Sathit Sakkathattiya Witsanukam Prasit,
(thailandsk: กรุงเทพมหานคร อมรรัตนโกสินทร์ มหินทรายุธยามหาดิลก ภพนพรัตน์ ราชธานีบุรีรมย์ อุดมราชนิเวศน์ มหาสถาน อมรพิมาน อวตารสถิต สักกะทัตติยะ วิษณุกรรมประสิทธิ์),
er Krung Thep Maha Nakhon (Bangkok)s officielle navn, hvilket er det længste bynavn i verden.
Navnet kan oversættes til: Englenes by, den storslåede by, Den Grønne Smaragd Buddhaes residens, den uindtagelige by (Ayutthaya) af guden Indra, verdens storslåede hovedstad udstyret med ni dyrebare ædelstene, den lykkelige by, der bugner af et enormt kongeligt palads, der ligner den himmelske bolig, hvor den reinkarnerede gud hersker, en by givet af Indra og bygget af Vishnukarn.

## Historie
Bangkok blev grundlagt som en lille kinesisk handelsstation i en sydlig bugt i Chao Praya-floden i 1400-tallet, hvor Ayutthaya længere nordpå var kongerigets hovedstad. Navnet Bangkok stammer fra Bahng Gwak, hvor "bahng" eller blot "bang", betyder "sted, man kan komme til fra vandvej" på thailandsk, for eksempel fra en flod eller kanal ("klong" på thailandsk). "Bang" kendes fra adskillige navne, for eksempel Bangrak, også skrevet Bang Rak, og Bangna. "Gwak", betyder "oliventræ" på thailandsk, hvilket bliver "stedet med oliventræer" eller "oliventræ-plantagen". G i "Gwak" udtales som K, så det bliver "Kwak", altså "Bahngkwak". Senere oprettede også Portugal en handelsstation og Frankrig et fort, Bangkok Fortress (dansk: Bangkokfæstningen), på stedet. Franskmændene blev dog fordrevet efter en belejring i 1688.
Efter Autthayas fald og efterfølgende totale ødelæggelse i 1767 af hærstyrker fra Burma, anlagde den thailandske hærlederen Taksin en ny hovedstad, Thonburi, længere sydpå i en sumpet bugtning af Chao Phraya floden, over for handelsstationen Bangkok.
Da general Chakri overtog magten og blev den første konge i det nuværende Chakri-dynasti, Rama I, flyttede han hovedstaden til den modsatte side af Chao Phraya på øen Rattanakosin, som det enevældige kongerige frem til 1932 bærer navn fra. Centrum af den ny hovedstand var kongepaladset Grand Palace og det tilhørende tempel Wat Phra Kaew, som oversættets til Templet for den Smagradgrønne Buddha, samt det nærliggende Wat Pho med den 46 meter lange liggende Buddha-figur Her anlagde han en by med kanaler til afvanding af sumpen, senere omtalt som Østens Venedig.
General Chakris forbillede for den ny hovedstad var Ayutthaya, en flodslynge og en kanal blev brugt til at skabe en ø. Ayuthhaya blev også indskrevet i byens ny lange navn med "...den uindtagelige by (Ayutthaya) af guden Indra...", i kort form blev navnet Krung Thep Maha Nakhon, Englenes Storslåede By, som blev Kongeriget Rattanakosins hovedstad fra 1782. I 1800-tallet blev byen centret for landets modernisering efter vestlig indflydelse under kongerne Rama IV (Mongkut) og Rama V (Chulalongkorn). Kongeriget, der i udlandet var kendt som Siam, bestod i 150 år indtil 1932, hvor det blev ændret til konstitutionelt monarki og få år senere navngivet Thailand i 1939.
I daglig tale, bruges Bangkok-siden og Throburi-siden, når der henvises til den ene, eller den anden, flodside af byen. Bangkok er to distrikter i Krung Thep Maha Nakhon, henholdsvis Bangkok Yai (Store Bangkok) og Bangkok Noi (Lille Bangkok). Thonburi forblev en selvstændig by og provins indtil 1971 mens Bangkosiden hed Phra Nakhon-provinsen. I 1971 blev de to provinser lagt sammen til Krung Thep Maha Nakhon, som fra 2022 også er byens officielle navn. I 1975 blev Bangkok Metropolitan Administration etableret og byen blev en særlig administrativ enhed, under ledelse af en valgt guvernør med fireårig embedsperiode.

## Regeringskontorer
Parlamentet er flyttet tre gange siden ophøret af konstitutionelt monarki i 1932. Ananta Samakhom-tronsalen var hjemsted for kongerigets første parlament fra 1933 til 1974. Derefter flyttede lovgivere til en ny parlamentsbygning ved siden af Dusit Zoo, den var i brug indtil slutningen af 2018, hvor parlamentet flyttede ind i et delvist færdigbygget nyt kompleks ved Chao Phraya-floden. Den 1. maj 2021 indviedes det ny parlament med navnet "Sappaya Sapasathan", der på dansk betyder samlingssted for gode gerninger. Det er verdens største parlaments-kompleks med et etageareal på 424.000 kvadratmeter og samtidig verdens næststørste administrative bygning efter USAs forsvarsministerium, Pentagon. Bygningen huser 5.000 medarbejdere og har parkering til 2.000 biler. Konstruktionen blev påbegyndt i 2013 og kostede 22,9 milliarder baht (cirka 4,5 milliarder kroner) at bygge.

## Befolkningsudvikling
| År                | Indbyggertal |
| ----------------- | ------------ |
| 25. april 1960    | 2.136.435    |
| 1. april 1970     | 3.077.361    |
| 1. april 1980     | 4.697.071    |
| 1. april 1990     | 5.882.411    |
| 1. april 2000     | 6.320.174    |
| 1. september 2010 | 8.249.117    |

## Klima
Krung Thep Maha Nakhon har et tropisk klima og har ry for at være byen med verdens højeste gennemsnitstemperatur.
| Måned                           | Jan | Feb | Mar | Apr | Maj | Jun | Jul | Aug | Sep | Okt | Nov | Dec |
| ------------------------------- | --- | --- | --- | --- | --- | --- | --- | --- | --- | --- | --- | --- |
| Gennemsnitlig høj temperatur °C | 31  | 32  | 33  | 34  | 33  | 32  | 32  | 32  | 31  | 31  | 31  | 30  |
| Gennemsnitlig lav temperatur °C | 21  | 23  | 25  | 26  | 26  | 26  | 25  | 25  | 25  | 25  | 23  | 21  |
| Nedbør i centimeter             | 1   | 2   | 3   | 7   | 19  | 15  | 15  | 18  | 32  | 23  | 5   | 1   |

Kilde: Weatherbase

### Luftforurening
Krung Thep Maha Nakhon kan i perioder lide under smog, især i begyndelsen af 2019 var der periodevis problemer med for høje koncentrationer af luftbårne småpartikler. Myndighederne forsøgte at løse problemet, ved at sprøjte forstøvet vand ud over byen, for at få de luftbårne støvpartikler til at dale ned. Ifølge US Air Quality Index 2019 var Krung Thep Maha Nakhon den 9. mest smog-forurenede by i verden. En anden thailandsk by i indekset er Chiang Mai, der indtager 3.pladsen.

## Afvanding, kanaler og oversvømmelser
Sommertid er Thailands regntid, hvor Krung Thep Maha Nakhon og andre byer kan opleve kraftige monsun-storme. I de senere år har skybrud produceret mere nedbør, end de overbebyrdede dræningssystemer og kanaler kan afvande, hvilket ofte medfører oversvømmelse i flere byens gader. Det gør ikke forholdene bedre, at byen synker med en hastighed på mere end en centimeter om året og derved kan risikere, at være under havets overflade inden år 2030. For at begrænse fremtidige oversvømmelser har byen og lokale organisationer indledt flere projekter, herunder en omfattende vandforvaltningsplan, ligesom større grønne parkområder omlægges med reservoir, der kan holde på regnvandet.

## Trafik
Thailands net af jernbaner, kanaler og veje udgår fra Krung Thep Maha Nakhon.

### Vejnet
Hovedvejsnettet er et af de bedste i Sydøstasien, og selv om det vedvarende udbygges, er det alligevel utilstrækkeligt. Særligt i og omkring Krung Thep Maha Nakhon er behovet for bedre veje stort, fordi byen har bredt sig ukontrolleret. Trafiksituationen betegnes som kaotisk med mange dødsulykker. Statistisk er trafikken i Thailand den farligste i verden målt på antal årlige trafikdrab pr. 100.000 indbyggere.
I 2018 anvendte 65 % af byens pendlere private køretøjer, mens kun 35 %, svarende til 2,7 millioner passagerer, benyttede offentlige transportmidler som busser, tog, metro og vandbusser samt taxi og andre muligheder som fx tuk-tuk. I myldretiden er gennemsnitshastigheden blot 15-20 kilometer i timen. Hver dag kører ekstra 1.000 nyregistrerede køretøjer ud på vejene i Krung Thep Maha Nakhon. En del af de eleverede motorvejer er betalingsveje, drevet af selskabet MRT.

### Jernbaner
Fire jernbanelinjer udgår fra Krung Thep Maha Nakhons hovedbanegård, Hua Lamphong, henholdsvis med nord, nordøst, øst og syd. Sporvidden er såkaldt metre gauge (meterspor), hvor sporbredden er 1.000 millimeter – til sammenligning er den danske sporvidde normalspor på 1.435 millimeter. Den første strækning fra Krung Thep Maha Nakhon til Nakhon Ratchasima åbnede i 1890. Jernbanerne, State Railway of Thailand, drives af Staten. Jernbanelinjerne er enkeltsporet, men under udbygning til dobbeltspor på flere strækninger.
Seks højhastigheds-strækninger er under bygning eller er planlagt, to i samarbejde med Japan fra Krung Thep Maha Nakhon til Chiang Mai og til Phitsanulok, samt to i samarbejde med Kina til Nakhon Ratchasima og derefter videre via Udon Thani til Vientiane i Laos, hvorfra der påtænkes forbindelse til Kina og Europa. Airport link blev i marts 2018 godkendt til udvidelse med højhastighedstog mellem Krung Thep Maha Nakhons to internationale lufthavne, Don Mueang og Suwarnabhumi, og videre til U-Tapao-lufthavnen syd for Pattaya i Rayong. Rejsetiden for sidstnævnte strækning forventes at blive 45 minutter. Den resterende planlagte strækninger til Hua Hin er et privat projekt i en tidlig planlægningsfase. På den 650 kilometer lange strækning til Chiang Mai vil toget angiveligt af omkostningshensyn maksimal kunne køre med en fart af 200 kilometer i timen, i stedet for oprindeligt påtænkte 300 kilometer i timen.
I forbindelse med de ny højhastighedsbaner bygges i Krung Thep Maha Nakhon en ny hovedbanegård, Bang Sue Central Station, der bliver Sydøstasiens største. Banegården er planlagt at skulle åbne i 2020. Den vil erstatte Hua Lamphong-hovedbanegården, som blev taget i brug i 1916.

### Kanaler og vandveje
Både kanalerne gennem byen og floden Chao Phraya spiller fortsat en vis rolle for transporten, med adskillige vandbuslinjer og flodpramme til godstransport.

### Offentlig transport
Ud over et udstrakt net af buslinjer betjenes Krung Thep Maha Nakhon af et ekspanderende bybanenet på 276 kilometer af højbanetog (fra 1999), det såkaldte Skytrain, og Metro undergrundsbane (siden 2004).  Skytrain drives af selskabet BTS (Bangkok Mass Transit System Public Company Limited) og metrolinjerne af MRT (Bangkok Expressway and Metro Public Company Limited). Desuden findes et ekprestog til Suvarnabhumi lufthavnen, Airport Rail Link, drevet at statens jernbaner (State Railway of Thailand). Alle bybanerne har såkaldt normalspor (1.435 millimeter).
Eksisterende linjer:
- Sukhumvit Line, Skytrain (1999, senest udbygget 2020)
- Silom Line, Skytrain (1999, senest udbygget 2021)
- Blue Line, Metro (2004, senest udbygget 2017)
- Airport Rail Link, lufthavnslink (2010)
- Purple Line, Metro (2016)
- Red Line, fra Bang Sue til Rangsit (2021).
- Yellow Line, 30 kilometer MRT monorail (oprindelig planlagt som Metro) fra Lad Prao, Rachadapisek og Sri Nakrin roads (2023).
- Pink Line, 34 kilometer Metro fra Tiwanont til Nam-Indra-Roads (2024).

De nye linjer:
- Orange Line, 38 kilometer Metro fra Minburi til Bang Khun Non (2028).

Der er flere end 80.000 taxier registreret i Krung Thep Maha Nakhon. Desuden findes der cirka 50.000 motorcykeltaxi og omkring 8.000 tuk-tuk, trehjulede motorcykler, også kaldt auto rickshaw.

### Lufthavne
Krung Thep Maha Nakhon har to lufthavne, begge internationale, henholdsvis den oprindelige Don Muaeng (DMK), fra 1914, der i dagprimært betjener lavprisflyselskaber og charterfly, og den nyere Suvarnabhumi (Bangkok, BKK), der åbnede i 2006.

## Gadehunde
Krung Thep Maha Nakhon havde i 2018 anslået omkring 640.000 gadehunde (ofte kaldt soi dogs, hvor "soi" betyder gade på thai). Organisationen Soi Dog Foundation (SDF), steriliserer og vaccinerer gadehunde – og katte – mod seks almindeligt forekommende sygdomme, inklusive hundegalskab (rabies), der har været udbredt i visse områder af Thailand. SDF har fokus rettet mod Krung Thep Maha Nakhon, efter succesfuld indsats andre steder, blandt andet Phuket, hvor bestanden af gadehunde faldt fra omkring 80.000 i 2003 til cirka 6.500 i 2018. Alle steriliserede og vaccinerede dyr får et SDF-nummer tatoveret i øret, som dokumentation for, at de er sikre. Thailands regering har som mål at udrydde rabies i løbet af 2019 med en landsomfattende kampagne, hvor såvel hunde som katte registreres og tilbydes gratis vaccination. Målet er at nå 80 % af nationens samlede bestand.

## Kultur og oplevelser

### Parker
Nær det kongelige Dusit Palads, ved Ananta Samakhom tronsalen, blev Krung Thep Maha Nakhons zoologiske have, Dusit Zoo, anlagt i 1938. I 2018 blev det besluttet at lukke dyreparken og midlertidigt flytte dyrene til nationens andre zoologiske haver, indtil en ny dyrepark er færdigbygget. Den er planlagt til at åbne i Pathum Thanis, i Thanya Buri-distriktet, i det nordlige Krung Thep Maha Nakhon, hvor kong Vajiralongkorn har doneret et område på 48 hektar, det er tre gange så stort som i den nu lukkede Dusit Zoo-park.

## Turisme
Før 1960 var turisme meget begrænset. Der var kun angivet 15 hoteller i Krung Thep Maha Nakhon med en samlet kapacitet på mindre end 1.000 værelser. I løbet af 1960'erne boomede en begyndende turisme og flere end 50 nye hoteller blev bygget i denne periode.
Krung Thep Maha Nakhon blev besøgt af knap 23 millioner rejsende med mindst én overnatning i 2018, hvilket, for fjerde år i træk, placerede byen på førstepladsen for besøgende, foran tidligere nummer 1, London, med 19,1 millioner besøgende på andenpladsen, og Paris med 15,9 millioner som nummer tre ifølge Mastercard Global Destination Cities Index 2019, der ranglister 162 turistbyer i hele verden. Gennemsnitsophold var i 2017 på 4,7 nat, med et dagsforbrug på 173 USD. Omsætningen udgjorde 16,36 milliarder USD (cirka 100 milliarder DKK), hvilket rakte som nummer fem målt efter besøgsomsætning. Førstepladsen indtog Dubai med 29,7 milliarder USD (cirka 175 milliarder DKK). Euromonitor International havde i 2017 Bangkok på andenpladsen med 21,2 millioner besøg, efter Hong Kong med 26,6 millioner besøgende, mens London 19,2 millioner lå på tredjepladsen. Til sammenligning fik København en 65. plads.
De tre største nationaliteter for udenlandske besøgende i 2018 var Kina med 29 procent, 6,2 millioner, og Japan med 6 procent, 1,3 millioner, samt Sydkorea med 6 procent, 1,2 millioner.
Et af de gennem omtale, film og romaner, bedst kendte turistområder i Krung Thep Maha Nakhon er Khao San Road, beliggende i den gamle bydel nær Grand Palace. Her udgør europæiske rygsæksrejsende omkring 70 % af gæsterne, resten hovedsageligt kommer fra Asien.